# St. Georg (Weichshofen)

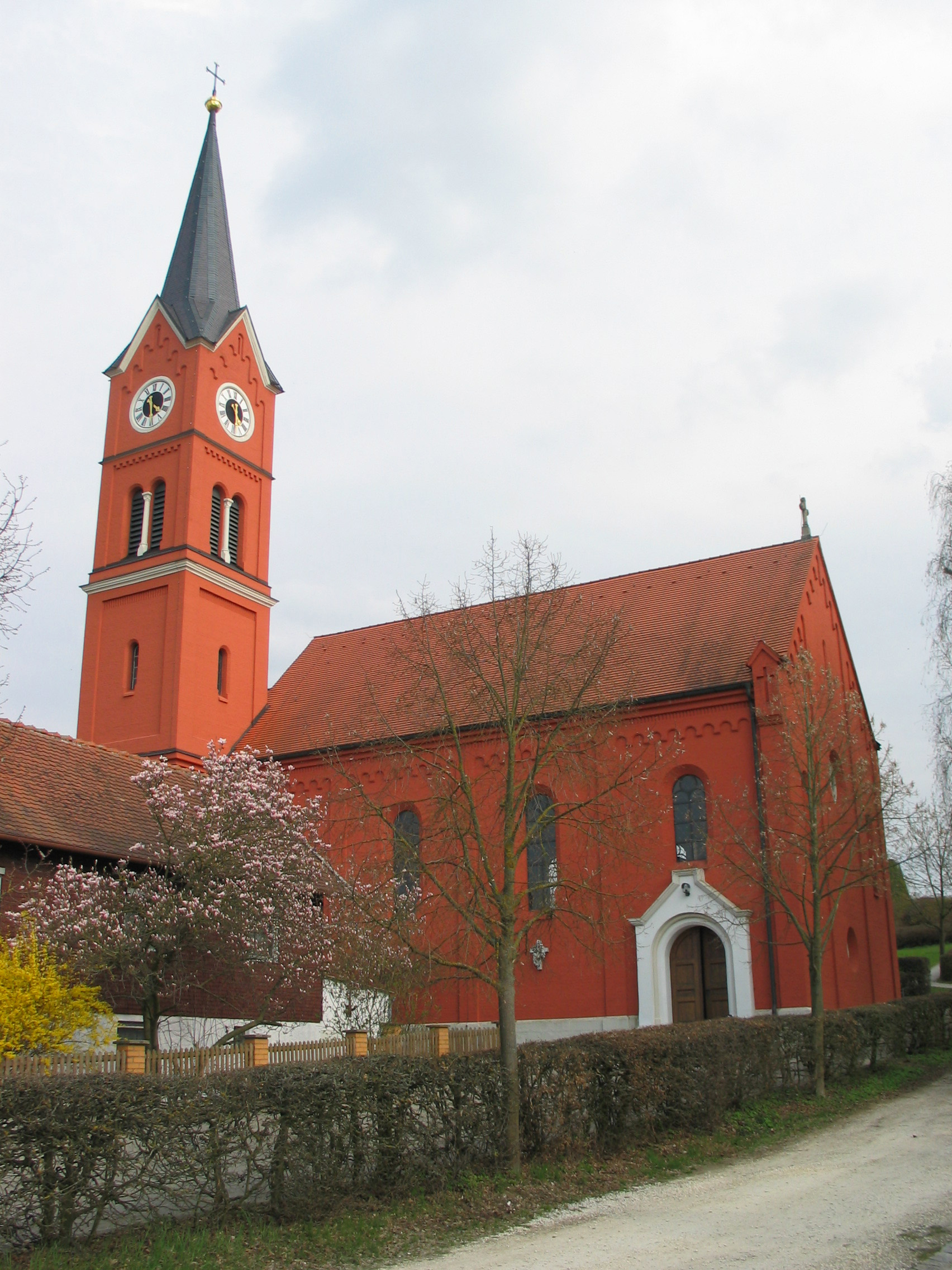
Filialkirche St. Georg in Weichshofen (2004)

Die römisch-katholische Filialkirche St. Georg in Weichshofen, einem Gemeindeteil der niederbayerischen Gemeinde Mengkofen im Landkreis Dingolfing-Landau, gehört zur Pfarreiengemeinschaft Mengkofen-Tunding mit Hüttenkofen/Puchhausen und zum Dekanat Dingolfing im Bistum Regensburg. Die Kirche liegt ca. 600 m südwestlich von der Pfarrkirche Mengkofen. Das Patrozinium des hl. Georg ist am  23. April. Die Kirche ist als Baudenkmal im Bayernatlas unter der Aktennummer D-2-79-127-106 eingetragen.

## Geschichte
Weichshofen scheint von Kloster Mallersdorf aus missioniert worden zu sein, deshalb ist der Nebenpatron auch St. Johannes Evangelist, der Patron von Mallersdorf. 1351 schenkte Berthold der Menkofer, der in den geistlichen Stand eingetreten und hier der erste Pfarrer war, seinen vom Vater erhaltenen Besitz zu Martinsbuch als Pfarrpfründe  der Kirche. Der Pfarrer residierte teils allein, teils mit einem „Gesellpriester“. Dieser konnte dann auch Mengkofen, damals eine Filialkirche von Weichshofen, betreuen. Obwohl die Kirchenbücher im bayerischen Krieg verbrannt sind, sind die Namen der hier residierenden Pfarrer von 1350 bis 1912 mitsamt den Zehenteinnahmen und allfälligen Besonderheiten berichtet (so etwa wurden 1682 ein Adam und eine Eva verheiratet, deren Vater ein Vagabund war, welcher der Mutter davonlief, oder 1739 heißt es bei einer Hochzeit: „Vater, liederlicher krumper bub, mutter, gottloses Dirndl“; in dieser Zeit wurde auch ein blinder Bettler mit einer Witwe getraut, „weil er allein sein Fortkommen nicht findet“).

## Baulichkeit
Zuerst war hier ein romanisches Kirchlein, das später im Stil des Barock umgebaut wurde. Wegen Baufälligkeit wurde diese abgetragen, wobei die alten Kalksteine im Sockel der neuen Kirche wiederverwendet wurden; auch Epitaphe wurden zu diesem Zweck zerschlagen und in das Fundament eingemauert. An die Stelle der alten Kirche erinnert der Granitsockel des Friedhofkreuzes. Die jetzige Kirche wurde 1886 von dem Baumeister Johann Baptist Niedereder, der auch weitere Kirchen im Umland baute, errichtet. Sie ist eine neuromanische Saalkirche in Blankziegelbauweise. Sie besitzt einen auf der Nordseite gelegenen Turm und einen eingezogenen polygonalen Chor. Der Chor ist mit einem farbig gefassten Rippengewölbe versehen. Die Schlusssteine zeigen Verzierungen wie die segnende Hand oder das Lamm Gottes. Der Chor ist zum Langhaus durch einen farbigen Chorbogen und ein großes, in der Mitte aufgehängtes Kruzifix abgetrennt.
Der Nordturm besitzt einen Spitzhelm. Die Ziegelmauern der Kirche bilden mit den Steinen am Sockel und an den Portalen einen deutlichen Kontrast. Konsekriert wurde sie am 7. Juli 1888.

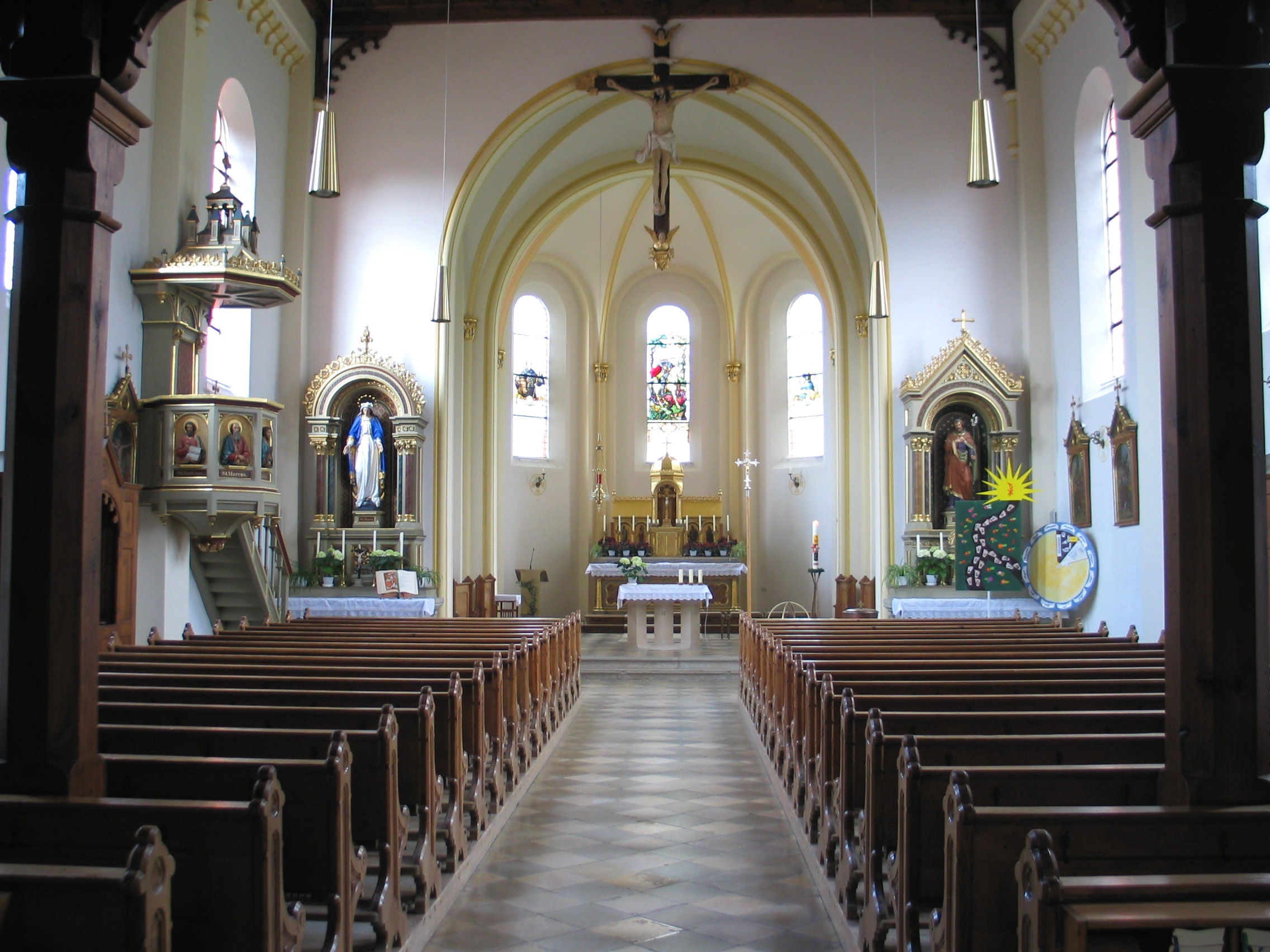
Blick zum Hauptaltar der Kirche St. Georg (2004)

## Innenausstattung
Das Langschiff besitzt eine hölzerne Flachdecke und eine Westempore. Im ersten Chorjoch befinden sich im Obergeschoss der Sängerchor und die Orgel, welche 1888 von Orgelbau Steinmeyer erbaut wurde. Die Glasfenster wurden von der Münchener Kunstanstalt Zettler gefertigt; in dem mittigen Fenster wird der Kirchenpatron abgebildet, links davon der hl. Leonhard als Patron der Bauern und rechts die hl. Notburga als Patronin der Dienstboten.
Der Hauptaltar stammt aus der Pfarrkirche Aiterhofen und wurde 1914 hierher gebracht. Im Zentrum des Altarschreins befindet sich ein gekreuzigter Christus. Seitlich in Arkadenbögen sind die Heiligen Margaretha, Sebastian, Florian und Barbara. Der linke Seitenaltar ist der Muttergottes geweiht, der rechte dem hl. Josef. Maria wird als Immaculata mit sternumkränztem Haupt und auf der Mondsichel schwebend dargestellt.
An der Kanzel sind farbig gefasste Reliefs der vier Evangelisten vor einem goldenen Hintergrund angebracht. Der Schalldeckel ist mit einem goldenen Ziermuster auf blauem Grund versehen; im Zentrum ist das Auge Gottes in einem Dreieck abgebildet.